# Trissopelopia ogemawi
Trissopelopia ogemawi är en tvåvingeart som beskrevs av Roback 1971. Trissopelopia ogemawi ingår i släktet Trissopelopia och familjen fjädermyggor. Inga underarter finns listade i Catalogue of Life.